# Гавайский университет
Гавайский университет (англ. University of Hawaiʻi System) или UH — это объединение государственных университетов, а также других высших учебных заведений и исследовательских учреждений в американском штате Гавайи. В учреждениях Гавайского университета учатся 50 317 студентов (2005).

## Университеты
- Гавайский университет в Маноа
- Гавайский университет в Хило[англ.]
- Гавайский университет Западного Оаху[англ.]

## Исследовательские учреждения
- en:East-West Center
- Астрономический институт (Гавайи)[англ.]
- en:Lyon Arboretum
- Обсерватория Мауна-Кеа
- en:Waikīkī Aquarium

## Почётные доктора
- Дженоа Кеауэ (2005)[1]
- Каору Касиваги (2005)[1]